# Юс великий
Вели́кий юс (Ѫ ѫ) — давня кирилична літера, що нині вийшла з ужитку. Мала вигляд  і займала 37-му позицію. Була присутня також у глаголичній абетці, де мала вигляд  і займала 36-ту позицію.

## Назва
Назва «великий юс» умовна: з давніх пам'яток відоме тільки слово «юс», яке зараз вживається до позначення чотирьох літер-«юсів» — Ѧ («малий юс»), Ѩ («малий йотований юс»), Ѫ («великий юс»), Ѭ («великий йотований юс»). У хорватських джерелах великий юс відомий як «онсъ» (хорв. ǫsъ).

## Вимова
У староцерковнослов'янській мові позначав носовий звук [ɔ̃], що походив від праслов'янського *ǫ (носовий [o]). З фонетичного погляду «великий юс» відповідає сучасній польській літері ą.

## Історія
Великий юс уперше з'являється у глаголиці, де він мав накреслення  і був лігатурою  («о») і  («малий юс»). У найдавніших пам'ятках складові лігатури могли записуватися й окремо. Кириличну форму Ѫ пояснюють як повернуту на 90° за годинниковою стрілкою глаголичну літеру.
Ані в глаголиці, ані в кирилиці числового значення не мала.
У X—XI ст. у східних слов'ян [ɔ̃] втратив це звучання, злившись з [u] (йотований — з [ju]), а згодом ця зміна відбулася і на письмі в руському ізводі старослов'янської, замість Ѫ стали вживати «ук» чи «у»: рѫка — рука, бѫдѫ — буду (пор. пол. ręka, będę, але дѫбъ — («дуб») — dąb).
У церковнослов'янській абетці Ѫ вийшов з ужитку в XVII столітті, у сучасній церковнослов'янській мові замість нього використовують літеру «ук», позначаючи нею і [u], що походить з носового [o] (доубъ, роука, соудъ). Зараз зрідка вживається для позначення так званого «ключа границь» (вруціліто) у православних Пасхаліях.
У болгарській мові великий юс (болг. «голям юс», «голяма носовка», «широко ъ») існував до реформи 1946 року, хоча голосний до того часу вже давно перестав бути носовим. До 1910-х років також використовувався його йотований різновид — Ѭ, причому, над його і-подібною лівою частиною часто ставили таку ж крапку, як над літерою і.
Літера Ѫ використовувалася також у румунській кирилиці — для позначення звука [ɨ]. Літера «ы», що передає цей звук в інших кириличних абетках, була присутня і в румунській, але практично не використовувалася.
У польській кирилиці (варіант «юсовиця») символ ѫ передавав носовий [o] і відповідав латинському ą («a з огонеком»).

## Великий йотований юс
Великий йотований юс мав накреслення Ѭ і був лігатурою літер І і Ѫ. Передавав *jǫ — йотований звук *ǫ. У руському ізводі замінявся на  («ю»). У староцерковнослов'янській мові існувало слово, що складалося тільки з одної цієї літери — форма знахідного відмінка займенника я («вона», «та», тобто «її»). У сучасній церковнослов'янській мові замість Ѭ вживається «ю».
У глаголиці великий йотований юс мав накреслення . У хорватських джерелах відомий як «йон» (хорв. jǫ). Припускають, що він являє собою лігатуру «малого юса» з  — гіпотетичною літерою, що могла позначати звукосполучення [jɛ], [jo].
У польській кирилиці (варіант «юсовиця») символ ѭ передавав йотований носовий [jo] і відповідав латинським сполученням ją, ią.

## Таблица кодів
В Юнікоді:
| Регістр | Десятковий код | 16-ковий код | Вісімковий код | Двійковий код     |
| ------- | -------------- | ------------ | -------------- | ----------------- |
| Велика  | 1130           | 046A         | 002152         | 00000100 01101010 |
| Мала    | 1131           | 046B         | 002153         | 00000100 01101011 |

В HTML велику літеру Ѫ можна записати як Ѫ або Ѫ, а малу ѫ — як ѫ або ѫ.